# オンタリオ・ハイドロ
オンタリオ・ハイドロ（英語：Ontario Hydro）はカナダ・オンタリオ州政府が所有していた電力会社である。1906年創業の公企業で、1999年までオンタリオ州の電力を供給していた。1999年にオンタリオ州電力政策の規制緩和により5社に分割民営化され、全発電所の所有権と運用はオンタリオ・パワー・ジェネレーションに引き継がれた。

## 沿革
ナイアガラ公園委員会（Niagara Parks Commission）がニューヨーク州とオンタリオ州を結ぶ国際観光鉄道を計画した際に、1888年にナイアガラ川を活用した水力発電の構想も生まれた。国際観光鉄道「ナイアガラ滝公園河川鉄道（Niagara Falls Park & River Railway）」が1892年に認可され1900年までには20万馬力（15万キロワット）の発電機を稼働させていた。1899年にはこの電力を販売する会社が数社登場した。天然資源を私的に流用しているという懸念も起こり、1902年にオンタリオ州ベルリン（現キッチナー）で非公式の評議会が開催され、オンタリオ州議会に対し地方自治体主導の電力協同会社を提案した。当初、当時の州政府はこれを退け、1905年総選挙で敗北後に公立の電力会社設立に向け作業を開始した。選挙時にはジェームス・ホイットニー（James Whitney）は「ナイアガラの水力発電は空気と同じようにただであるべきだ」と主張した。

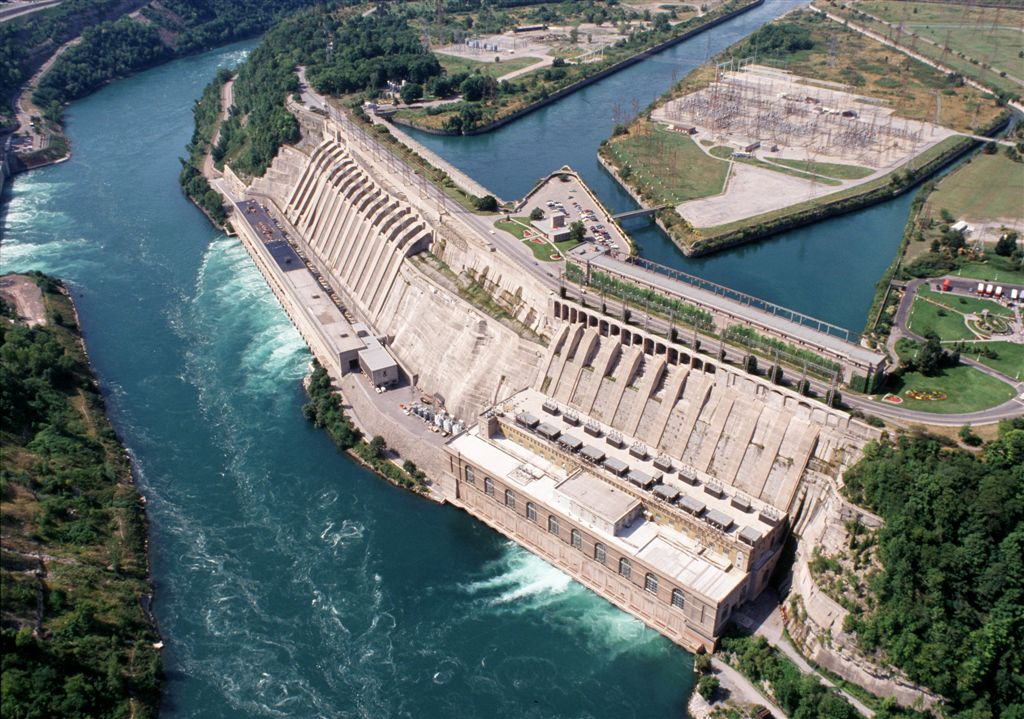
アダム・ベック水力発電所

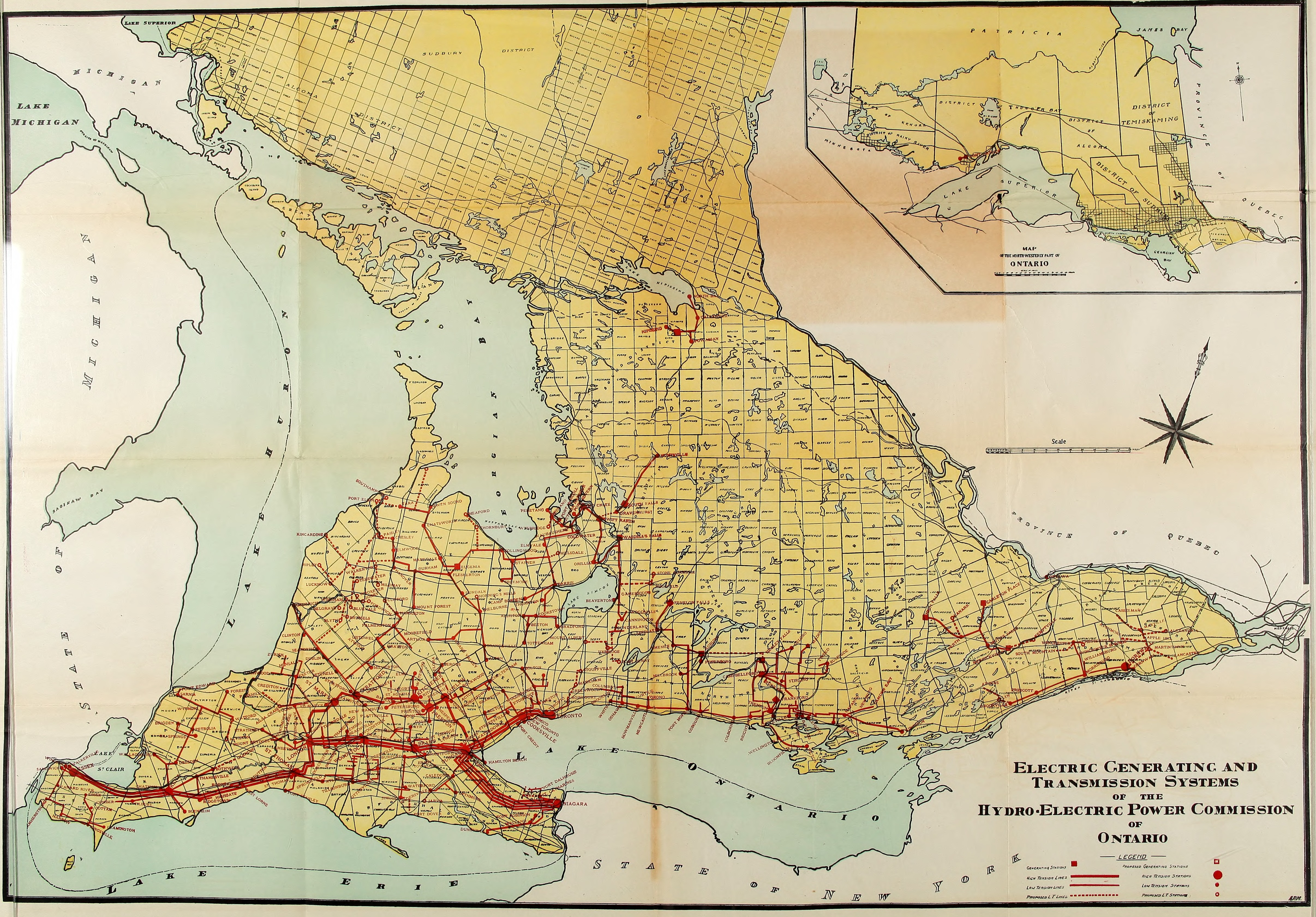
オンタリオ・ハイドロの送電網地域（1919年）

1906年5月、オンタリオ水力発電委員会（Hydro-Electric Power Commission of Ontario ("Hydro" or "HEPCO")）が設立された。HEPCOは当初、政府機関、国営企業、地方委員会、民間企業のいくつかの組織のハイブリッド型の独特の運営を行なった。1907年にトロントおよび18の地方自治体での住民投票が行われ、HEPCOとの暫定的な送電協定が承認された。1910年にナイアガラフォールズから長距離送電線によってベルリン（現キッチナー）に電力が供給された。その後1920年代に送電網は著しく拡大していった。

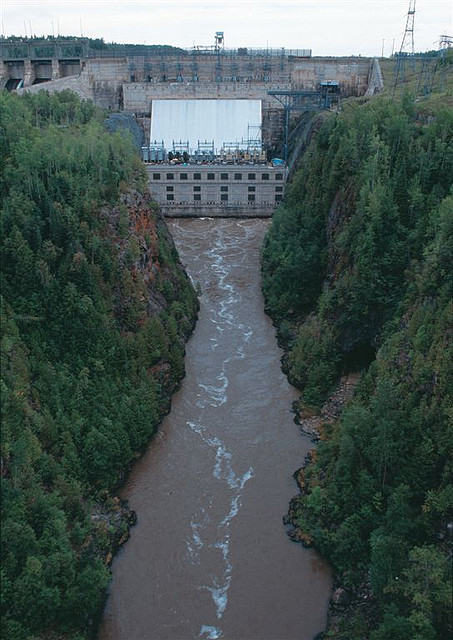
アビティビ渓谷発電所

### 拡大期
1960年代にはHEPCOは北米で初めて超超高電圧（UHV）送電を開始した事業者となった。1960年に計画開始し、1967年には50万ボルトで北部オンタリオの遠隔地から、トロントやオタワなどの南部オンタリオの都市部に送電を開始した。1970年代から1980年代にかけて、現在の50万ボルト送電網を完成させた。原子力発電開始前では、オンタリオ・ハイドロは下記の電力供給を実施していた。
| 電力源 | 形式   | 許容容量 (GW) | 年間出力    |
| ------ | ------ | ------------- | ----------- |
| 発電   | 水力   | 5.8           | 32662.5GWh  |
| 発電   | 地熱   | 4.7           | 18771.4 GWh |
| 購入   | 水力   | 0.5           | 6503.5 GWh  |
| 購入   | 原子力 | 0.2           | 411.5 GWh   |
| 合計   | 合計   | 11.2          | 62448.9 GWh |

### HEPCOからオンタリオ・ハイドロへ
1974に、HEPCOは「オンタリオ・ハイドロ」という公企業に改組された。オンタリオ・ハイドロはこれまでも委員会のニックネームとして呼ばれてきたもので、現在でも電力源にかかわらず「ハイドロ」が電力の代名詞となっている。

## 分割民営化
1998年、オンタリオ州議会はエネルギー競争法（1998年）を可決した。この法律は電力供給に市場原理を導入するもので、オンタリオ・ハイドロを民営化し５社に分割する内容であった。5社は下記の通り。 オンタリオ・パワー・ジェネレーションとハイドロ・ワンは公企業ではなく私企業として運営する意図があった。
- オンタリオ・パワー・ジェネレーション (OPG)
- オンタリオ・ハイドロ・サービス社（のちのハイドロ・ワン（Hydro One））
- 独立電力市場運営社（のちの独立電力システム運営（Independent Electricity System Operator））
- 電力安全協会（Electrical Safety Authority）
- Ontario Electricity Financial Corporation

オンタリオ・ハイドロは1999年3月31日に操業を停止し、全資産を後継企業に移管した。

## 文献
- Biggar, E. B. (1920). Hydro-Electric Development in Ontario: A History of Water Power Administration under the Hydro-Electric Power Commission of Ontario. Toronto: Ryerson Press. OL 24132048M
- Reginald Pelham Bolton (1913). An Expensive Experiment: The Hydro-Electric Power Commission of Ontario. New York: Baker and Taylor. OCLC 697759925
- Boothman, Barry E.C. (1994). Night of the Longest Day: The Receivership of Abitibi Power and Paper (PDF). Annual Conference of the Administrative Sciences Association of Canada. Vol. 15. pp. 22–32. 2014年11月12日時点のオリジナル (PDF)よりアーカイブ。 (Section 14: Business History)
- A. Brady (1936). “The Ontario Hydro-Electric Power Commission”. Canadian Journal of Economics and Political Science 2 (3):  331–353. JSTOR 136665.
- Ronald J. Daniels, ed (1996). Ontario Hydro at the Millennium: Has Monopoly's Moment Passed?. McGill-Queen's University Press. ISBN 0-7735-1426-0
- Merrill Denison (1960). The people's power: The history of Ontario Hydro. Toronto: McClelland & Stewart. OCLC 519902804
- Keith R. Fleming (1992). Power at Cost: Ontario Hydro and Rural Electrification, 1911–1958. McGill-Queen's University Press. ISBN 0-7735-0868-6
- Neil B. Freeman (1996). The Politics of Power: Ontario Hydro and Its Government, 1906–1995. Toronto: University of Toronto Press. ISBN 0-8020-0798-8
- Howard Hampton (2003). Public power: The fight for publicly owned electricity. Toronto: Insomniac Press. ISBN 1-894663-44-6
- Aynsley Kellow (1996). “Ontario: The decline and fall of the electric empire”. Transforming Power: The Politics of Electricity Planning. Cambridge University Press. ISBN 0-521-47122-2
- Jean Manore (1999). Cross-currents: Hydroelectricity and the Engineering of Northern Ontario. Waterloo: Wilfrid Laurier University Press. ISBN 0-88920-317-2
- Nelles, H. V. (2005). Politics of Development: Forests, Mines, and Hydro-Electric Power in Ontario, 1849–1941 (2nd ed.). McGill-Queen's University Press. ISBN 0-7735-2758-3
- * A. Lennox Stanton (1929). “The Ontario Hydro-Electric Power Commission of Ontario”. Journal of the Royal Society of Arts 77 (4013):  1115–1130. JSTOR 41358311.
- Jamie Swift; Keith Stewart (2004). Hydro: The Decline and Fall of Ontario's Electric Empire. Between the Lines. ISBN 1-896357-88-1